# Полосатый заяц
Полосатый заяц (лат. Nesolagus netscheri) — млекопитающее семейства зайцевых. Видовое латинское название дано в честь Элизы Нечер[уточнить] (1825—1880), губернатора западного побережья Суматры.
Длина тела 36,8—41,7 см, хвост длиной 17 мм. Окраска меха чёрного цвета с коричневыми полосами, с красным хвостом и крупом, брюхо белое. Мех мягкий и густой, с добавлением длинных, более жёстких волосков.
Обитает в Индонезии на острове Суматра на высоте от 600 до 1600 метров над уровнем моря.
Этот вид имеет низкую устойчивость к антропогенным нарушениям. Рацион состоит из растений, растущих в подлеске. Ведёт ночной образ жизни, находится в течение дня в норах, скорее всего, построенных другими животными.
Основной угрозой для вида является очистка горных лесов для ведения сельского хозяйства, в первую очередь плантаций кофе, чая и какао. Обитает в некоторых природоохранных зонах.